# أرت سميث
أرت سميث (بالإنجليزية: Art Smith)‏ (1899، شيكاغو – 1973، لونغ آيلند)؛ ممثل، ممثل مسرحي، ممثل تلفزيوني أمريكي.

## وصلات خارجية
- أرت سميث على موقع IMDb (الإنجليزية)
- أرت سميث على موقع ألو سيني (الفرنسية)
- أرت سميث على موقع أول موفي (الإنجليزية)
- أرت سميث على موقع قاعدة بيانات برودواي على الإنترنت (الإنجليزية)
- أرت سميث على موقع قاعدة بيانات الأفلام السويدية (السويدية)
- أرت سميث على موقع قاعدة بيانات الفيلم (الإنجليزية)
- أرت سميث على موقع كينوبويسك (الروسية)